# 北川莉央
北川莉央（2004年3月16日—）日本東京都出身，隸屬演藝經紀公司UP-FRONT AGENCY，
日本女子偶像團體「早安少女組。」第十五期成員。血型O型，身高157cm(剛加入時為155.4cm)，個人代表色為海洋藍。

## 個人簡歷
2019年
參加「早安少女組。'19 LOVE Audition」且合格，與同樣參加甄選並合格的岡村譽以及從Hello! Pro研修生北海道中昇格的山﨑愛生正式成為早安少女組。'19第十五期新成員。
- 6月22日，Up-Front Agency透過網路直播宣布其成為早安少女組。'19第十五期成員之一。
- 11月23日，因扁桃腺發炎而短暫休養了三天。

2020年
- 1月22日，以早安少女組。'19的成員身分推出單曲「KOKORO&KARADA / LOVE PEDIA / 人際關係No way way」正式出道。
- 11月12日，推出第一本個人寫真集《First Time》(原訂於9月30日發行)。

2021年
- 2月26日，因發燒與後背部疼痛而就診，診斷結果為腎盂炎而必須服藥並稍加休養。
- 11月6日，推出第二本個人寫真集《莉央・17th summer》。

2022年
- 7月8日，左腳附蹠關節韌帶損傷，需要靜養兩週左右。
- 11月10日，推出第三本個人寫真集《18's vacation》。

2023年
- 6月22日，開啟Instagram。
- 8月9日，推出第四本個人寫真集《Refreshing season》。

2024年
- 10月1日，推出第五本個人寫真集《20th proof》。

2025年
- 4月14日，北川在私人帳號批評成員的貼文被洩漏，北川透過網路公開承認並向團員道歉。[2]
- 4月17日，以先前違反早安家族規約為由而暫停活動，[3][4]因此缺席單曲錄製、隊長生田衣梨奈的畢業公演和《Hello! Con 2025》巡演。停職期間為秋季回歸演藝圈做準備。[5]

## 人物
- 暱稱為「りお」、「北川[6]」與「水飲みババア[7]」。
- 雙眼視力從小學一年級開始就是1.5。
- 運動神經稍差(和其他團員相比之下真的很明顯)，專長是彈鋼琴、吹長笛、打高爾夫球、英檢3級與電腦檢定(P檢)4級。
- 興趣是做料理、閱讀雜誌、尋找可愛的女孩子與唱卡拉OK。
- 喜歡喝水，尤其是礦泉水，最喜歡的品牌為富維克。
- 講話時表情與手勢非常多，常引起前輩們調侃般的模仿。
- 憧憬的前輩為小田櫻(在新成員公布的網路直播上曾經說過想唱她在第52張單曲「Help me!!」中引人注目的片段)，喜歡的前輩則是加賀楓(加入後很快就成為她的迷妹)。

## 外部連結
- http://www.helloproject.com/morningmusume/profile/rio_kitagawa/ （页面存档备份，存于） - ハロー!プロジェクト オフィシャルサイト
- https://ameblo.jp/morningmusume15ki/theme-10109826702.html （页面存档备份，存于） - アメーバブログ